# Eremias
Az Eremias vagy sivatagi gyíkok  a hüllők (Reptilia) osztályába a  pikkelyes hüllők (Squamata) rendjébe, valamint a gyíkok (Sauria)  alrendjébe és a nyakörvösgyíkfélék (Lacertidae)  tartozó családjába tartozó nem.

## Rendszerezés
A nembe az alábbi 32 faj tartozik:
- Eremias acutirostris
- Eremias afghanistanica
- Eremias andersoni
- Eremias argus
- szemfoltos sivatagigyík (Eremias arguta)
- Eremias aria
- Eremias brenchleyi
- Eremias buechneri
- Eremias cholistanica
- Eremias fasciata
- Eremias grammica
- Eremias intermedia
- Eremias kavirensis
- Eremias kokshaaliensis
- Eremias lalezharica
- Eremias lineolata
- Eremias montanus
- Eremias multiocellata
- Eremias nigrocellata
- Eremias nigrolateralis
- Eremias nikolskii
- Eremias novo
- Eremias persica
- Eremias pleskei
- Eremias przewalskii
- Eremias quadrifrons
- Eremias regeli
- Eremias scripta
- Eremias strauchi
- Eremias suphani
- Eremias velox
- Eremias vermiculata